# Ідентифікатор європейського законодавства
Онтологія ідентифікатора європейського законодавства (англ. European Legislation Identifier, ELI) — словник для представлення метаданих про національне законодавство та законодавство Європейської Унії (ЄУ). Він розроблений, щоб забезпечити стандартизований спосіб ідентифікації та опису контексту та змісту національного законодавства чи законодавства ЄУ, включаючи його мету, сферу застосування, зв’язки з іншими законодавствами та правову основу. Це гарантуватиме легшу ідентифікацію, доступ, обмін і повторне використання законодавства для органів державної влади, професійних користувачів, науковців і громадян. ELI прокладає шлях до графів знань, заснованих на семантичних веб- стандартах, для юридичних бюлетенів і офіційних журналів.

## Історія
Вперше створений у рамках Європейського форуму офіційних бюлетенів за ініціативи Джона Данна, директора центральної служби законодавства Люксембургу, ELI отримав подальшу підтримку підгрупи, уповноваженої Радою Європейського Союзу в рамках Робочої групи з електронного права. ELI випливає з визнання того, що Всесвітня павутина визначає нову парадигму доступу до правової інформації, обміну та збагачення.

## Спільнота

### Цільова група з визначення європейського законодавства (ELI TF)
Робоча група «Ідентифікатор європейського законодавства», скорочено «ELI TF», є органом, створеним робочою групою eLaw/eLaw Ради Європейського Союзу для визначення специфікацій, пов’язаних з ELI, і забезпечення їх майбутнього розвитку.
Цільова група складається з представників Албанії, Австрії, Бельгії, Хорватії, Данії, Фінляндії, Франції, Угорщини, Ірландії, Італії, Люксембургу (голова), Мальти, Норвегії, Польщі, Португалії, Сербії, Словенії, Іспанії, Швейцарії, Великобританії та Офісу публікацій ЄС.

## Огляд: елементи ELI
ELI TF розробила ряд специфікацій, які разом утворюють стандарт ELI:
- Стовп I: веб-ідентифікатори для правових ресурсів
- Стовп II: Онтологія ELI: набір метаданих, що визначає, як описувати юридичну інформацію та її вираження у формальній онтології
- Стовп III: Рекомендації щодо інтеграції метаданих у законодавчий веб-сайт
- Стовп IV: протокол для синхронізації метаданих ELI

### Стовп I: ідентифікатор ELI
ELI використовує шаблони URI (RFC 6570), які містять семантику як з юридичної точки зору, так і з точки зору кінцевого користувача. Кожна держава-член створюватиме власні URI з самоописом, використовуючи описані компоненти, а також беручи до уваги свої специфічні мовні вимоги. Усі компоненти є необов’язковими та можуть бути обрані на основі національних вимог і не мають попередньо визначеного порядку. Щоб уможливити обмін інформацією, вибраний шаблон URI має бути задокументований за допомогою механізму шаблону URI.
Шаблон:
/eli/{jurisdiction}/{agent}/{sub-agent}/{year}/{month}/{day}/{type}/{natural identifier}/{level 1…}/{point in time}/{version}/{language}
Приклад:
https://www.boe.es/eli/es/lo/2013/12/20/9 (Іспанія)
http://data.europa.eu/eli/dir/2020/1057/oj (Європейський Союз)

### Стовп II: Онтологія ELI / метадані для опису законодавства
На додаток до HTTP URI, які унікально ідентифікують законодавство, ELI заохочує використовувати відповідні елементи метаданих для його подальшого опису. Додаток, розділ 2, повністю визначає відповідні рекомендовані та додаткові елементи та їх базову онтологію.
Онтологія ELI визначає загальну модель даних для обміну метаданими законодавства в Інтернеті; основними користувачами моделі ELI є офіційні юридичні видавці держав-членів ЄС, і модель також може використовуватися іншими організаціями. Опис законодавства в ELI базується на концептуальній еталонній моделі FRBRoo / CIDOC.

### Стовп III: Рекомендації щодо інтеграції метаданих у законодавчий вебсайт
ELI запрошує країни-учасниці вставити ці елементи метаданих на веб-сторінки своїх систем правової інформації за допомогою RDFa або JSON-LD.
Приклад серіалізації RDFa для законодавства Іспанії (витяг):
<meta about="https://www.boe.es/eli/es/lo/2013/12/20/9" typeof="http://data.europa.eu/eli/ontology#LegalResource"/>
<meta about="https://www.boe.es/eli/es/lo/2013/12/20/9" property="http://data.europa.eu/eli/ontology#jurisdiction" resource="http://www.elidata.es/mdr/authority/jurisdiction/1/es"/>
<meta about="https://www.boe.es/eli/es/lo/2013/12/20/9" property="http://data.europa.eu/eli/ontology#type_document" resource="http://www.elidata.es/mdr/authority/resource-type/1/lo"/>
<meta about="https://www.boe.es/eli/es/lo/2013/12/20/9" property="http://data.europa.eu/eli/ontology#id_local" content="BOE-A-2013-13425" datatype="http://www.w3.org/2001/XMLSchema#string"/>
<meta about="https://www.boe.es/eli/es/lo/2013/12/20/9" property="http://data.europa.eu/eli/ontology#date_document" content="2013-12-20" datatype="http://www.w3.org/2001/XMLSchema#date"/>
<meta about="https://www.boe.es/eli/es/lo/2013/12/20/9" property="http://data.europa.eu/eli/ontology#number" content="9" datatype="http://www.w3.org/2001/XMLSchema#string"/>

### Стовп IV: протокол для синхронізації метаданих ELI
Стовп IV описує протокол, який дозволяє споживачам ELI отримати a) вичерпний список усіх юридичних ресурсів ELI від певного постачальника ELI b) список останніх оновлених юридичних ресурсів ELI від постачальника ELI, використовуючи канал Atom.

## Розширення стандарту ELI: ELI-DL
Джерело:
Протягом 2021/2022 років стандарт ELI було розширено стандартом ELI-DL (ELI для проектів законодавства). ELI-DL надає формальну модель даних для поширення структурованих даних про законодавчі проєкти.
Метою є підтримка наступних варіантів використання:
- більш простий і ранній обмін даними між системами правової інформації; зазвичай дозволяють державам-членам знати, що Процедури ЄС передбачають вплив на існуюче законодавство, і підготувати його транспонування раніше;
- правовий моніторинг законодавчих проектів для раннього попередження про законопроекти, що розробляються;
- перехресно зв’язати опис законодавчого проекту на кількох веб-сайтах (зазвичай на веб-сайтах ОВ, парламенту та комітетів);
- підвищення прозорості для громадськості через оприлюднення відкритих даних.

## Ресурси
Повна документація онтології ELI опублікована Офісом публікацій за адресою https://op.europa.eu/en/web/eu-vocabularies/eli.
Документація ELI-DL доступна за адресою https://joinup.ec.europa.eu/collection/eli-european-legislation-identifier/solution/eli-ontology-draft-legislation-eli-dl/about
Для команд, які впроваджують стандарт ELI, доступні два посібники:
- ELI, ідентифікатор європейського законодавства: передові практики та рекомендації.[9]
- Технічний посібник ELI.[10]

## Додатки
Станом на 1 січня 2023 року стандарт ELI було запроваджено в наступних офіційних вісниках: Албанія, Австрія, Бельгія, Хорватія, Данія, Офіс публікацій ЄС, Фінляндія, Франція, Угорщина, Ірландія, Італія, Люксембург, Мальта, Норвегія, Польща, Португалія, Сербія, Словенія, Іспанія, Швейцарія, Сполучене Королівство.

## Інструменти

### Інструмент анотації ELI
Інструмент анотації ELI — це інструмент, який дозволяє видавцям законодавства коментувати та публікувати юридичні тексти з метаданими, сумісними зі стандартом ELI. Інструмент анотації ELI використовується для побудови повідомлень, що описують декілька юридичних осіб (юридичні ресурси, юридичні вирази та формати) з використанням стандартних властивостей.

### Валідатор ELI
Валідатор ELI — це онлайн-сервіс, який перевіряє опубліковані метадані ELI на відповідність правилам, отриманим з онтології ELI, і створює звіт про перевірку. Це допомагає партнерам ELI оцінити відповідність їхніх даних.

### ELI/XML
ELI/XML — кодування метаданих ELI у схемі XML (XSD). Його можна використовувати окремо або імпортувати в інші документи XML, як правило, у заголовку метаданих. Схема ELI/XML забезпечена набором перетворень XML для створення ELI у RDF/XML, заголовку RDFa або HTML+RDFa. Він призначений для полегшення інтеграції ELI в робочі процеси документів на основі XML.

## Відносини з іншими стандартами
Значення деяких метаданих ELI контролюються контрольованими словниками, формалізованими за допомогою онтології системи простої організації знань.
Робоча група ELI запропонувала розширення schema.org для опису законодавства schema.org/Legislation. Доступний конвертер ELI/Schema.org.